# Descartes Éditeur
 (novembre 2020).
Si vous disposez d'ouvrages ou d'articles de référence ou si vous connaissez des sites web de qualité traitant du thème abordé ici, merci de compléter l'article en donnant les références utiles à sa vérifiabilité et en les liant à la section « Notes et références ».
Descartes Éditeur, initialement Jeux Descartes, était un éditeur et distributeur français de jeux de société et en particulier de jeux de rôle.
La société utilise les marques Descartes, Games for 2, ou Blue Games ou Eurogames, ce dernier nom provenant d'une société rachetée par Descartes Éditeur.

## Jeux Descartes
Jeux Descartes est créé en 1977 par Peter Watts, dans le cadre de son cabinet de conseil European Participative Methods (EPM France Sarl), Peter Watts étant amateur de jeux, pigiste et critique de jeux dans Science et Vie. En 1979, EPM et le groupe de presse Excelsior Publications (éditeur de Science et Vie) crée Jeux Descartes Sarl (50%/50%). Par la suite, en parallèle, Excelsior crée le magazine Jeux et Stratégie et rachète Casus Belli (créé par François Marcela-Froideval).
En 1977, la société ouvre son premier  magasin rue des Écoles dans le Quartier latin à Paris. D'autres magasins seront créés par la suite, entre autres à Lyon.
Deux années après la création de la société Jeux Descartes Sarl, un conflit oppose Excelsior et Peter Watts, ce dernier étant finalement écarté de la société dans des circonstances houleuses. Jeux Descartes devient alors filiale à 100% d'Excelsior.

## Descartes Éditeur

Un logo plus ancien de Descartes Éditeur.

En 1988-89, Jeux Descartes devient Descartes Éditeur.

## Eurogames
La société Eurogames est créée en 1988 par Duccio Vitale et Yves Fagherazzi. Reprenant le concept d'International Team, une société italienne connue pour ses jeux en plusieurs langues, Eurogames publie de 1988 à 1994 vingt-deux jeux en huit langues : français, anglais, allemand, italien, hollandais, espagnol, portugais et grec. Ces jeux sont soit des créations originales, soit des jeux retravaillés à partir de jeux anglais de la société Standard Games, ou de jeux de la société italienne International Team, dont Duccio Vitale avait racheté les droits d'éditions.
Les jeux publiés sont les suivants : Cry Havoc, Siege, Samouraï, Croisades, Vikings, Dragon noir (avec Dragon Noir 1 : l'Exil, Dragon Noir 2 : l'Épreuve), Le Château des Templiers, La Cité Médiévale Fortifiée (qui sont des extensions pour la série Cry Havoc), Zargos, Fief 2, Okinawa, Little Big Horn, Yom Kippur, Colonisator, Le Paresseux, Montgolfière, Droïds, Vertigo, Moskva, Kharkov et Kursk.
Les droits d'éditions des jeux Eurogames sont cédés à la société Descartes Éditeur en mai 1994.

## Groupe Asmodée
En 2005, Descartes Éditeur rejoint le groupe Asmodée qui reprend les cinq boutiques situées à Paris, Lyon et Bordeaux, les activités d'édition et celles de distribution. De ce fait, le catalogue de jeux est profondément remanié. Certains jeux changent d'éditeur ou de distributeur. D'autres restent sous la marque Descartes ou Eurogames, ou passent sous la marque Asmodée.

## Œuf cube
En 2020, le magasin L'Œuf cube s'émancipe du groupe Asmodée[réf. souhaitée] et rachète le magasin Descartes rue des Écoles et Cellules Grises à Évry. La boutique Descartes devient ainsi « L'Œuf cube Sorbonne », et « Cellules Grises » devient « L'Œuf cube Évry »,.

## Quelques jeux édités par Jeux Descartes puis Descartes Éditeur

### Jeux divers
- Takito, 1977, Claude Vieux
- Napoléon à Austerlitz, 1977, repris à l'auteur en 1978, Jean-Pierre Défieux
- 1870, 1978, repris à l'auteur en 1978, Jean-Pierre Défieux
- Magenta, 1978, Jean-Pierre Défieux
- Solférino, 1978, Jean-Pierre Défieux
- Junta, 1979, Vincent Tsao
- Amirauté, 1979, Paul Bois
- Civilization, 1981, Francis Tresham
- Cry Havoc, 1984, version française de Duccio Vitale
- Sherlock Holmes détective conseil ou Sherlock Holmes Criminal-Cabinet, 1984, Gary Grady, Suzanne Goldberg, Raymond Edwards, Spiel des Jahres  1985
- Armada, 1985, Patrice Pillet et Philippe des Pallières, Pion d'or jeux & stratégie  1986
- Suprématie, 1986, Robert J. Simpson
- Res Publica Romana, 1990, Richard Berthold, Robert Haines et Don Greenwood
- Formule Dé, 1991, Éric Randall et Laurent Lavaur
- Droids, 1991, Dominique Ehrhard
- Diplomatie, 1994, Allan B. Calhamer (réédition)
- Condottiere, 1995, Dominique Ehrhard, As d'or Jeu de l'année  1995
- El Grande, 1995, Wolfgang Kramer et Richard Ulrich, Spiel des Jahres  1996, Deutscher Spiele Preis  1996
- Méditerranée, 1996, Dominique Ehrhard
- Europa 1945-2030, 1998, Duccio Vitale et Leo Colovini
- Vinci, 1999, Philippe Keyaerts
- Evo, 2000, Philippe Keyaerts, Games Magazine Awards  2002
- Les Dragons du Mékong, 2000, Roberto Fraga
- La Vallée des mammouths, 2001, Bruno Faidutti (réédition)
- L'Or des dragons, 2001, Bruno Faidutti
- Une vie de chien, 2001, Christophe Boelinger
- Fantasy Business, 2002, Christophe Boelinger
- Tony & Tino, 2002, Bruno Cathala
- Sans foi ni loi, 2003, Bruno Cathala
- Mare Nostrum, 2003, Serge Laget

### Jeux de rôle sur table
- Légendes, 1983, Philippe Mercier, Jean-Marc Montel, Marc Deladerrière, Stéphane Daudier, Guillame Rohmer
- L'Appel de Cthulhu, de 1984 à 2000
- Maléfices, 1985, Michel Gaudo & Guillaume Rohmer
- Paranoïa, de 1986 à 1990
- James Bond 007 de 1988 à 1992
- Star Wars « D6 », de 1988 à 1998
- Ars Magica, 1989
- Warhammer, le jeu de rôle fantastique, de 1989 à 2003
- SimulacreS, 1990
- Torg, de 1990 à 1994
- Mega III, 1993
- Shadowrun, de 1993 à 2004
- Ambre le jeu de rôle sans dé, 1994, Erick Wujcik
- Mutant Chronicles, de 1994 à 1996
- Château Falkenstein, 1995
- Thoan, de 1995 à 1996
- Earthdawn, de 1996 à 1999
- Le Monde de Murphy, 1996
- Règles avancées de Donjons et Dragon, de 1997 à 2000